# Дмитрієвка (Омутинський район)
Дми́трієвка (рос. Дмитриевка) — присілок у складі Омутинського району Тюменської області, Росія.
Населення — 80 осіб (2010, 103 у 2002).
Національний склад станом на 2002 рік:
- росіяни — 97 %